# Гожов Вјелкополски
Гожов Вјелкополски (пољ. Gorzów Wielkopolski, историјско име Kobylagóra) је град на западу Републике Пољске. Град лежи на реци Варта. Према последњим статистичким подацима из 2011. има 124.534 становника. 
Гожов је највећи град Војводства Љубуш и у њему се налазе органи пољске владе задужени за ово војводство, док је парламент и влада војводства у граду Зјелона Гора. На тај начин два града деле функцију главног града. 
Град је богат старим архитектонским здањима из средњег века који су до данас очувани. Већина становника је католичке вероисповести (око 98%), док остатак чине националне мањине. Град је познат по фестивалу фолклора који се одржава сваке године.
.

## Становништво
Према прелиминарним подацима са пописа, у граду је 2011. живело 124.534 становника.
| 1946.  | 2002.   | 2011.   | 2012.   |
| ------ | ------- | ------- | ------- |
| 19.796 | 125.914 | 124.534 | 124.609 |

## Партнерски градови
- Франкфурт на Одри
- Џеда
- Саранск
- Херфорд
- Еберсвалде
- Кава де Тирени
- Jönköping Municipality
- Терамо
- Шарлотенбург-Вилмерздорф
- Суми